# 大宋提刑官
《大宋提刑官》是中国中央电视台于2005年热播的一部古装悬疑推理剧，演述南宋提刑官宋慈的事迹，题材选自其著作《洗冤集录》，集律令、法醫學、解剖學、藥理學、外科學、骨科學於一身创编而成。由11个命案组成，如《李府连环案》、《梁羽生命案》、《遗扇嫁祸案》等，每个单元一个谜案，将悬疑与故事充分结合。
本剧于2003年开始拍摄制作，2005年5月27日在中央电视台播出后曾夺得收视率首位，播出第一、第二周的平均收视率分別为7.09%及7.85%，甚至超过《新闻联播》，最高收視率更達35.66%。

## 剧情概述
宋慈京试得中进士，与同科好友孟良臣相约酒肆。孟良臣已请命受任禺城知县，宋慈对好友单枪匹马奔赴险途甚为担忧，意欲回家完婚后陪好友同赴边城。完婚之日，父亲迟迟未归，全家人翘首盼望。就在新人拜堂之际，一辆马车骤然而至，马车载回的是宋父的遗体——宋巩一生从事刑狱审戡，从无出错，然其遺書所述，己曾因一次误判而使兩人無辜受刑而死，遂以死谢罪。遗书亦囑咐不许宋门后人涉足刑狱！谁知不久传来孟良臣赴任途中不幸遇难的噩耗。在母亲的开导之下，宋慈毅然奔赴边城，查明了两任知县惨遭谋杀的真相。从而声名鹊起，被朝庭破格擢升为大理寺正六品主事。时隔不久，宋慈突然请命离京外任，遂被任命外省提点刑狱。

## 演员
| 演员   | 角色   |
| 何 冰  | 宋 慈  |
| 罗海琼 | 竹英姑 |

### 其他演员
| 演员   | 角色     |
| 楊 御  | 薛玉貞   |
| 何天龍 | 薛庭松   |
| 吳 亥  | 孟良臣   |
| 程相銀 | 捕頭王   |
| 林 強  | 趙捕頭   |
| 范 偉  | 譚里正   |
| 沈傲君 | 柳絮兒   |
| 郭 达  | 刁光斗   |
| 苗 圃  | 玉 娘    |
| 凌 峰  | 宋朝皇帝 |
| 魏宗萬 | 盧知州   |
| 張志忠 | 史文俊   |
| 杜 淳  | 孟書吏   |
| 李文啟 | 范 方    |
| 郭法曾 | 白 賢    |
| 艾麗婭 | 樓夫人   |
| 李曉波 | 王書吏   |
| 趙子惠 | 翠 姑    |
| 周賢珍 | 秀姑媽   |
| 杜志國 | 袁 捷    |
| 周 舟  | 吳淼水   |
| 何 音  | 楊月兒   |
| 严顺开 | 冯御史   |

## 音乐
| 曲序 | 曲目                 |        | 演唱 | 备注           |
| ---- | -------------------- | ------ | ---- | -------------- |
| 1.   | 《满江红》（主题曲） | 王凯娟 | 刘可 | 朗诵者：张志忠 |

## 相关
- 《大宋提刑官》前23集的最高收视率达到了8.71%，除播出第一周外平均收视率为7.09%，成为央视上半年所有频道最高收视率、平均收视率的“双冠王”。[5]

- 《中国新闻周刊》认为，《大宋提刑官》大热荧屏，还因占了政策的“便宜”：2004年，国家广电总局明文规定，禁止“涉案剧”在各电视台黄金档播出；《大宋提刑官》则因为披上古装，得以在CCTV-1黄金时间顺利播出，以现场检验和案情推理吸引了大量观众。[6]